# Jacques de Cafran
Jacques de Cafran est un homme d'État chypriote, mort en 1445.

## Biographie
Issu d'une vieille famille de Terre sainte installée à Chypre dans la première moitié du XIIIe siècle, Jacques de Cafran est l'une des figures importantes du règne du roi Jean II de Chypre. Maréchal de Chypre dès 1427, il devient conseiller de la régence du jeune roi Jean II à la mort de son père en 1432.
Les faveurs royales font de lui l'un des principaux barons du royaume. Il reçoit successivement les titres de seigneur de Beyrouth en 1436, puis de prince de Galilée vers 1441, tous deux jusqu'alors réservés à des princes de la maison royale.
En 1445, par testament, il crée une fondation pour venir en aide aux nobles chypriotes appauvris. Toujours active à la fin du XVIe siècle, la fondation Cafran viendra en aide aux nobles fuyant l'invasion turque de l'île de 1570.
Il épouse deux nobles chypriotes : Marguerite de Milmars, puis Isabeau Vicomte, demi-sœur de Jacques de Flory ou Fleury, comte de Jaffa. Il meurt sans postérité.